# Albert de Gingins

Gingins mit Hunden auf der Ausstellung Elberfeld, 1910

Louis Henri Albert de Gingins et d’Eclépens oder Ludwig Heinrich Albert von Gingins (* 26. Juli 1859 im Schloss von Gingins; † 5. August 1911 in Bad Nauheim), auch bekannt als Baron von Gingins, war ein schweizerisch-deutscher Kynologe und Mitbegründer des organisierten deutschen Hundewesens.
Albert von Gingins stammte aus der Waadtländer Patrizierfamilie de Gingins. Er war seit 1882 mit Hélène Sophie Cornelia Touchon aus Hohenau verheiratet. 1890 lernte er in Biebesheim Eduard Korthals kennen, den Erstzüchter des Griffon Korthals. Er trat dem deutschen Griffon-Club bei, wo er sich für ein zentral geführtes Zuchtbuch einsetzte, und setzte nach Korthals’ Tod 1896 dessen Zuchtbemühungen fort. Seine Hunde wurden vielfach preisgekrönt.
1906 versammelte Gingins in Zusammenarbeit mit dem Barsoizüchter Ernst von Otto die acht wichtigsten zuchtbuchführenden deutschen Rasseclubs in Frankfurt am Main, wo diese Vereine sich zum Kartell der stammbuchführenden Spezialklubs für Jagd- und Nutzhunde zusammenschlossen, aus dem später der Verband für das Deutsche Hundewesen hervorgehen sollte. Gingins war von 1906 bis zu seinem Tod der erste Präsident dieses Dachverbands. 
Gingins hinterließ dem Griffon-Club in seinem Testament 60.000 Goldmark. Dieser ehrte ihn mit einer Gedächtnismünze, die für besondere Zuchtleistungen vergeben werden konnte. Heute verleiht der Verband für das Deutsche Hundewesen an Züchter in Deutschland, Züchter deutscher Hunderassen oder Ausstellungsrichter die Baron von Gingins-Gedächtnismedaille als seine höchste Auszeichnung.